# 小行星1880
小行星1880（1880 McCrosky）是一颗围绕太阳公转的小行星。1940年1月13日，卡爾·威廉·萊茵姆特在海德堡发现了此天体。
該小行星以美國天文學家理查德·尤金·麥克洛斯基（Richard Eugene McCrosky）命名。
这颗小行星的绝对星等为187.10441等。